# 太永浩
太永浩（1962年7月25日—），本貫陝溪太氏，是脫北者及大韓民國第21屆國會議員。出生於朝鮮民主主義人民共和國平壤，曾擔任朝鲜驻英国大使馆公使。他與其家人在2016年7月脫北流亡到韓國，是繼張承吉後另一位投奔韓國的朝鮮高級外交官。定居韓國後為避免遭到北韓追捕而一度更名为太救民（태구민），並以此名字角逐2020年大韩民国国会选举，為在野保守勢力未來統合黨拿下一席國會議員，也是韓國首位從地方選區勝出的脫北者國會議員。

## 早年生涯

### 學生時期與外交官經歷
1962年7月25日，太永浩出生於平壤的平民家庭，因中學時期成績不錯，碰巧金日成當時要派遣精英階層青少年到國外學外語，課業優異的太永浩幸運被挑上，跟著幹部階級子女到中國留學，學習英語和漢語。太永浩中学在北京外國語大學附属中學就读，大学时回到平壤國際關係大學，1974年9月1日，入讀平壤外國語學院英語系。毕业後委派到外務省工作，獲选为丹麦语1号培养翻译（金正日专属翻译候补），因應安排到丹麥留學。其后又来到北京外國語大學英語系，1988年畢業。前后总共有八年的时间在北京生活。1993年开始在北韩驻丹麦大使馆担任秘書，大使館撤銷後派到瑞典一段時間。不久後，他應召回國出任外務省歐洲事務課長。因此，他被視為朝鮮最優秀的對歐外交官。
2012年，太永浩奉派到朝鮮駐英大使館當公使，負責對英宣傳朝鮮、監視在倫敦的脫北者，以及在英國記者們到訪平壤採訪時的聯繫負責人。他主張朝鮮勞動黨和金正恩的統治未得到外國傳媒的正確報導而令世人對朝鮮產生誤解。在2014年的一次公開演講中，他以英語指出外國媒體就朝鮮禁止人民自由出境的報導是「完全扭曲的消息」，又認為「若英國人或美國人知道世上有一個提供免費教育、居住和醫療的國家，就會重新審視朝鮮」。后来他解释说：“我过着双重生活，必须去保护朝鲜政府与体制，尽管我自己也不相信，但我必须说谎”。此外，他還在同年負責接待金正恩的哥哥金正哲。

## 投奔韩国

### 脫北原因與過程
依據太永浩的自傳，他脫北的關鍵因素是為了下一代的自由。一般北韓外交官的子女會被滯留在平壤當人質，但太永浩曾以疾病因素將兒子帶在身邊照顧，所以兩個孩子長年來都在國外接受自由人權思想，成年後難以適應北韓體制，對北韓體制不認同。2016年3月，在中国大陆發生北韓餐廳女服務生集體脫北事件，平壤當局認為是因為駐外人員看韓劇造成的結果。當年5月，下達命令要求駐外人員子女滿25歲者必須7月中旬回國，導致太永浩必須被迫與長子分離，所以他們當時起意要脫北。
太永浩及其家人忽然於2016年7月中旬失去聯絡。英国《星期日快报》称太永浩在叛逃前两个月在高尔夫球场与英国特工进行接触，一个月前携家人乘坐英國皇家空军飞机飞往美军駐德国的拉姆施泰因空军基地，而后换乘另一架飞机，抵达韩国首爾。同年8月17日，大韓民國統一部宣布太永浩與家人皆已身在韓國，又解釋其出逃是基於「對金正恩政府感到失望」及「渴望韓國的自由和民主」。

### 朝方指控
2016年8月20日，朝中社报道他私吞大笔国家资金、出卖国家机密、强奸未成年人，于2016年6月下令將之召回调查。朝鲜中央检察院了解犯罪资料后，7月12日正式决定对其故意泄秘罪、国家财产贪污罪、未成年性交罪展开侦查。朝中社形容「太永浩怕法律处分抛弃祖国和父母兄弟叛逃，体现了没有做人起码的道义、毫无良心和道德可言的败类嘴脸。」

2016年8月22日，韩国统一部部長洪容杓表示，朝方誣衊弃朝投韩的驻英公使太永浩為罪犯意在减少流亡消息传入国内后产生的影响。

## 韓國生活
太永浩和夫人以及两个儿子在2016年投奔韩国后，自2017年1月任韩国国家情报院下属安保战略研究院顾问一职。2018年5月，太永浩辞去顾问职务，表示将自由地工作活动，并认真推广自己的部落格。
2018年5月，太永浩出版了长达542页的回忆录《三楼书记室的暗号》（3층 서기실의 암호），详细记述了他作为朝鲜外交官的生活，揭露了金氏家族的统治内幕。该书一出版就在韩国成为畅销书。
文在寅就任韓國總統後，太永浩批評文在寅對朝鮮的「接觸政策」。
2020年2月11日，太永浩宣佈已加入未来统合党並將以2016年脫北時為避免遭到北韓追捕而在住民登記上使用的名字“太救民”參加同年4月举行的第21届韓國國會議員選舉，寓意「拯救北韓人民」。同年4月15日，太永浩參選首爾江南甲區勝出，成為韓國史上首位在地域選區當選國會議員的脫北者。
2024年7月18日，韓國總統尹錫悅任命太永浩擔任民主和平統一諮詢會議事務處長，屬副部長級官員。

## 家庭生活
依據太永浩的自傳《三樓書記室的暗號》，其祖父太東植生於1918年，貧農出身，於日治時期參與左翼活動，並參加過明太農民組合。在金日成實施土地改革時，太東植分配到不算小的土地，並成為村內第一個加入共產黨的人。
太永浩的父親太衡吉在1935年於咸鏡北道明川郡阿間面黃谷里出生，青少年時期善讀書，並曾擔任少年團委員長。1954年太衡吉從阿間高等中學畢業，考上平壤建設建材大學，日後成為該大學施工講座講師。太永浩的母親金明德生於1937年，故鄉為咸鏡北道明澗郡，是西門人民學校教師。兩人婚後共育有四名子女。
太永浩幼年時，因母親健康不佳，在祖父家成長。1967年，金日成發佈「五二五教誨」，實施全國性的居民登記，太衡吉因其阿姨一家行蹤不明，表兄從軍後失蹤，其餘家人在國軍撤退後也失蹤，並被人民軍認定越過三八線叛逃，父親太衡吉的地位從「核心階級」被降為「動搖階級」，原來大學講師的職位被拔除，左遷為中央科學技術通報社建設編輯部記者。
太永浩的妻子吳惠善於1966年出生，北韓外國語大學英語系畢業，家住在24小時有武裝步哨站崗的獨棟住宅。1981年坦尚尼亞總統訪朝時，代表朝鮮少年團進行「迎接報告」。吳惠善家世顯赫，其父是朝鲜人民军中将吴起秀，当时在金日成政治大学任校长。吴起秀是金日成游击队战友吳白龍的侄子，吳白龍长子吳錦哲是空軍司令官，次子吳哲山是海軍政治委員。吳惠善的祖父吳道玄是吴白龙的大哥，在和日本軍討伐隊战斗中牺牲，吳惠善的祖母申一是金日成游擊隊炊事隊員，曾出現在金日成回憶錄中。吴白龙的三弟和四弟也随着吴白龙加入了金日成游击队前往满洲东部，后来牺牲。
太永浩长子於1990年生，擁有英国海默斯密斯医院公共保健领域的经济学学士学位，曾写过一篇主旨为“若想把平壤打造成世界化都市，必须扩充残疾人停车空间”的论文。次子太金赫於1997年生，伦敦公立阿克顿高中毕业，正准备就读英国帝国理工学院数学和电脑工学系。太永浩生活费困难，无力承担学费，某些韩国媒体认为这是他叛逃的主因。曾有报道称太永浩可能还有一个女儿留在朝鲜，但国家情报院确认他没有女儿。

## 个人著作
- 《三樓書記室的暗號：最貼近平壤權力中心，前北韓駐英公使太永浩的證詞》，譯者：張琪惠，ISBN 9789864776306，商周出版，2019年3月7日。